# Sint-Michaëlkapel (Andernach)
De Sint-Michaëlkapel (Kapelle St. Michael) is een romaanse 11e-eeuwse kapel in de Duitse stad Andernach (Landkreis Mayen-Koblenz).

## Locatie
De kapel is te bereiken via een zijstraat van de Breite Straße en bevindt zich enigszins verscholen tussen twee scholencomplexen.

## Geschiedenis
De kapel werd als kerkhofkapel gebouwd in de jaren 1210-1220 van een voormalig Augustijner koorherenstift. In het kader van de secularisatie werd deze abdij in 1802 opgeheven. De kloosterkerk ging verloren in de Tweede Wereldoorlog. Bij de restauratie in 1853-1854 werden bij het weghalen van de vloertegels in gewelven talrijke zerken met resten van vrouwelijke personen gevonden. De kapel was enige tijd onderdeel van een krankzinnigengesticht en in die periode werd de kapel in cellen onderverdeeld. Later herkreeg de kapel de oorspronkelijke bestemming als godshuis en werden de cellen verwijderd.     

## Architectuur
Van het oorspronkelijke interieur is weinig meer over. Daarentegen vertoont het uiterlijk van de laat-romaanse kapel nog alle stijlelementen van de oorspronkelijke bouw. De kapel is gebouwd van tufsteen en muren zijn gedecoreerd met arcades in klaverbladstructuren, blindbogen en pilaren.   

## Afbeeldingen

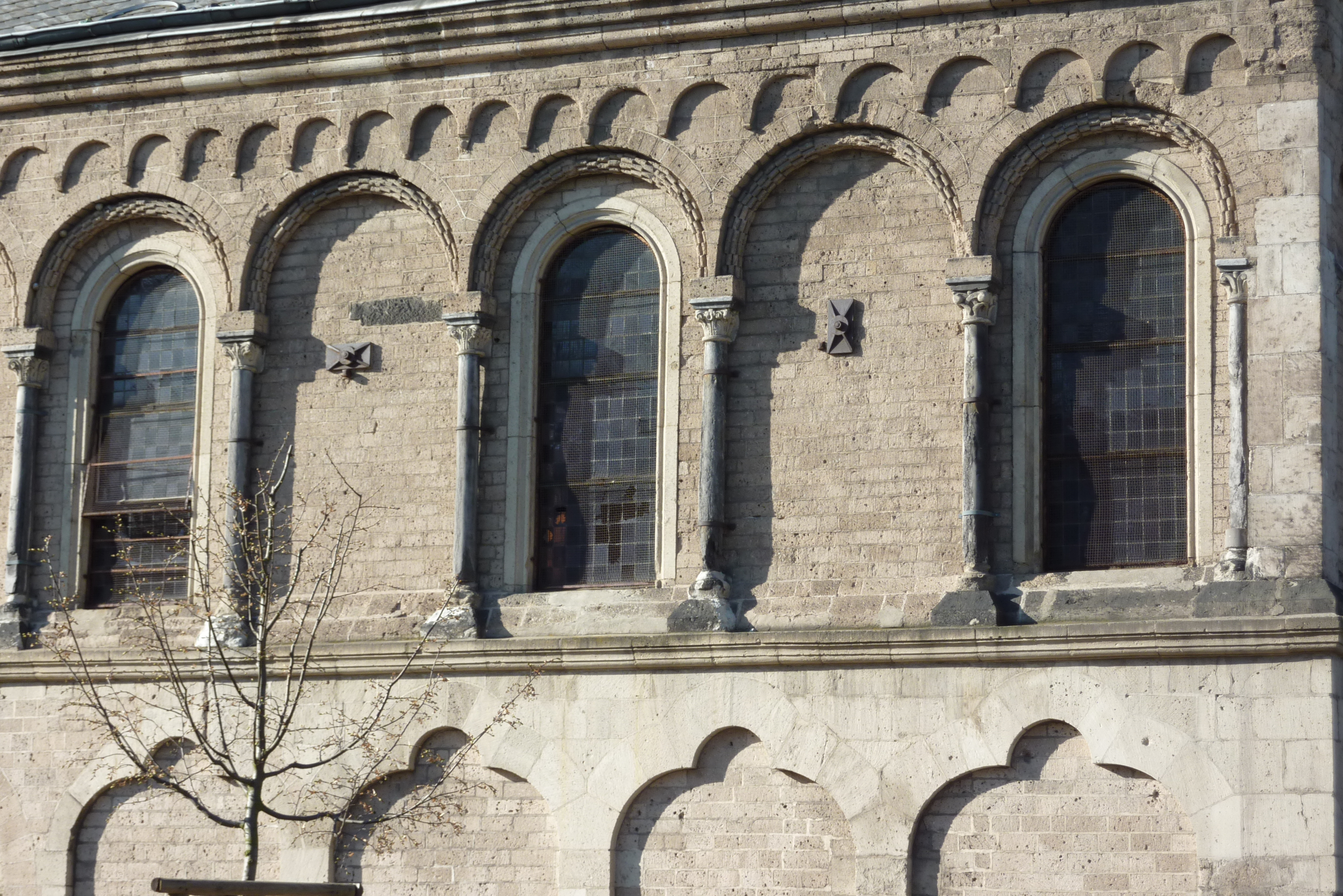
westzijde
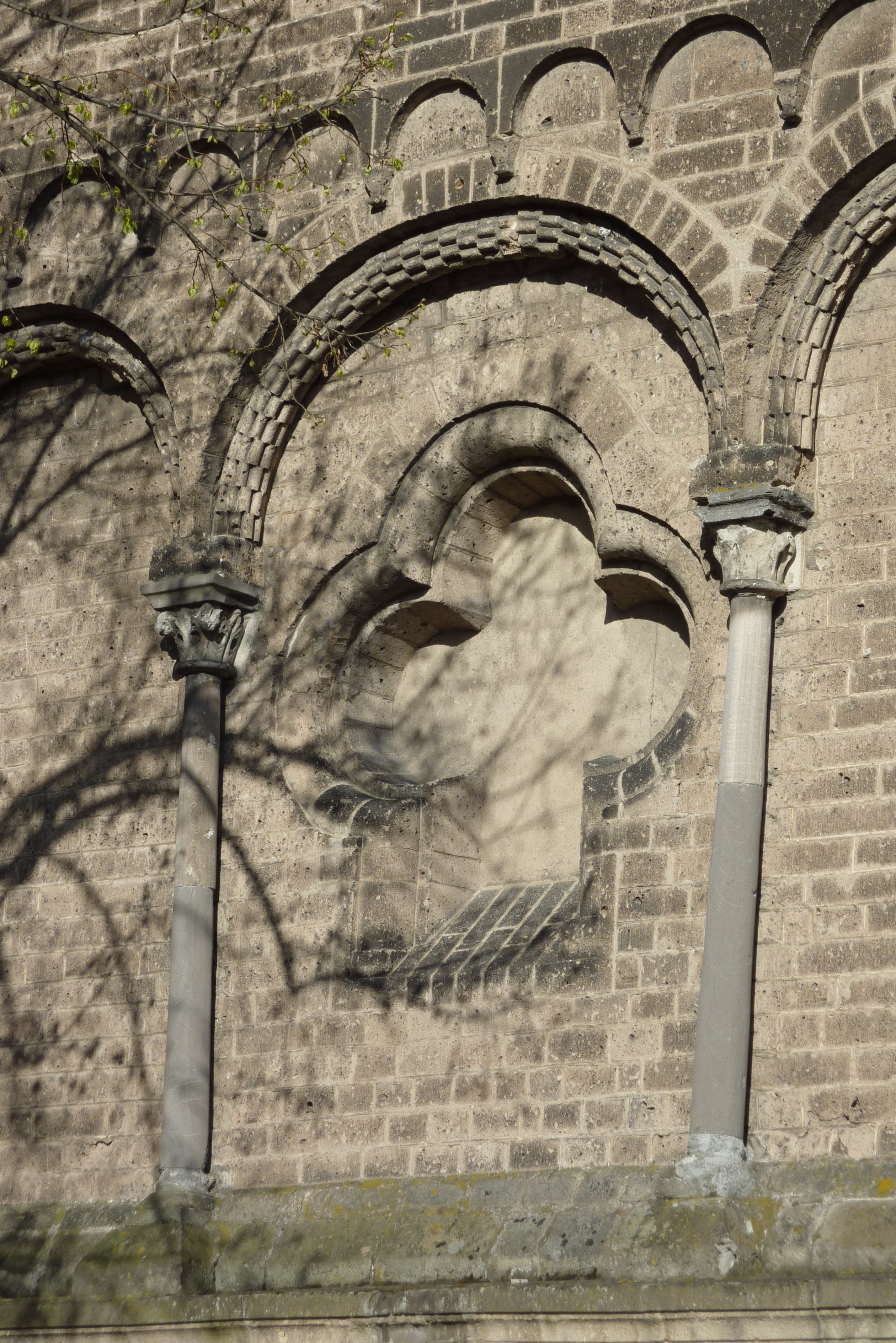
Klaverbladstructuur
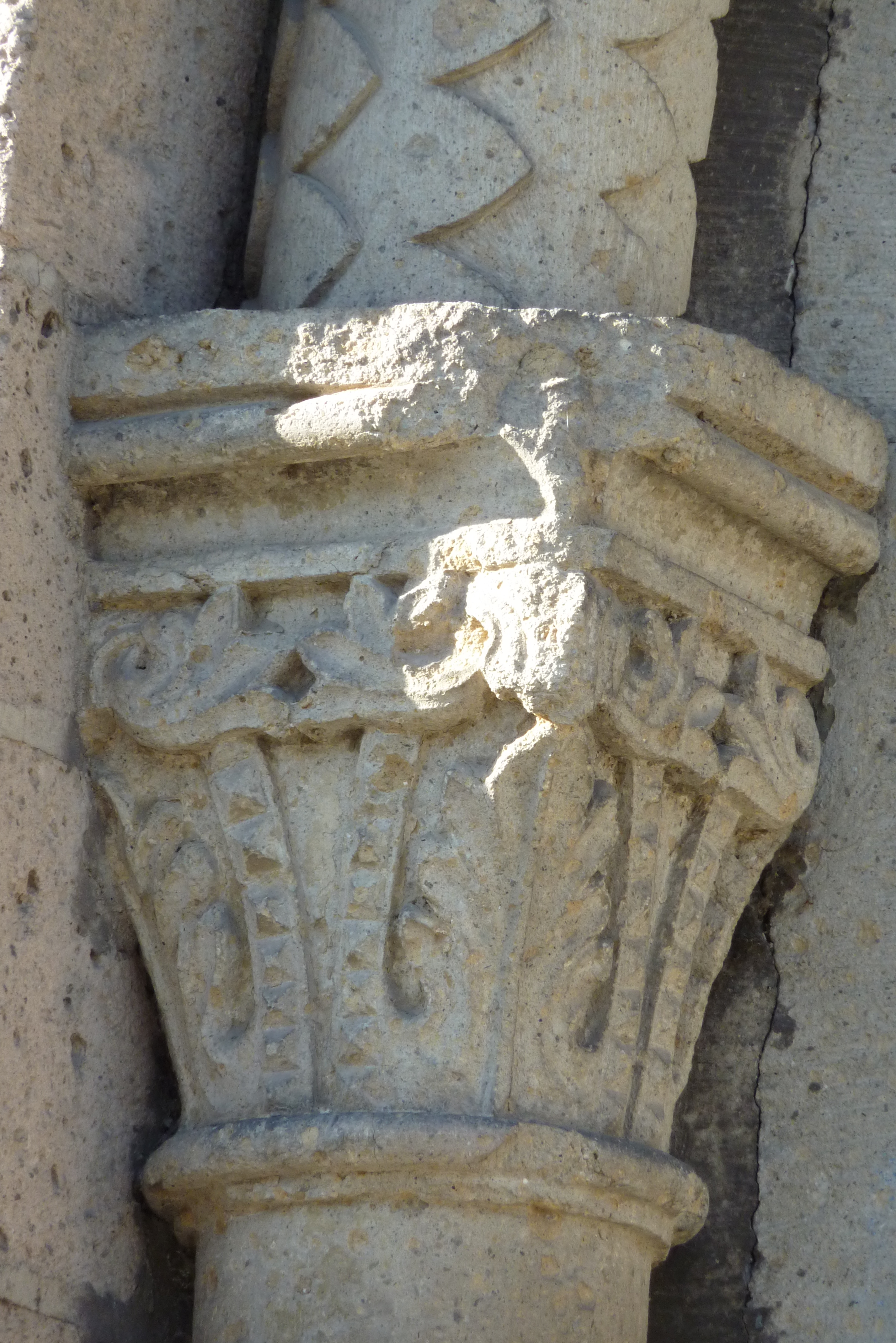
Kapiteel
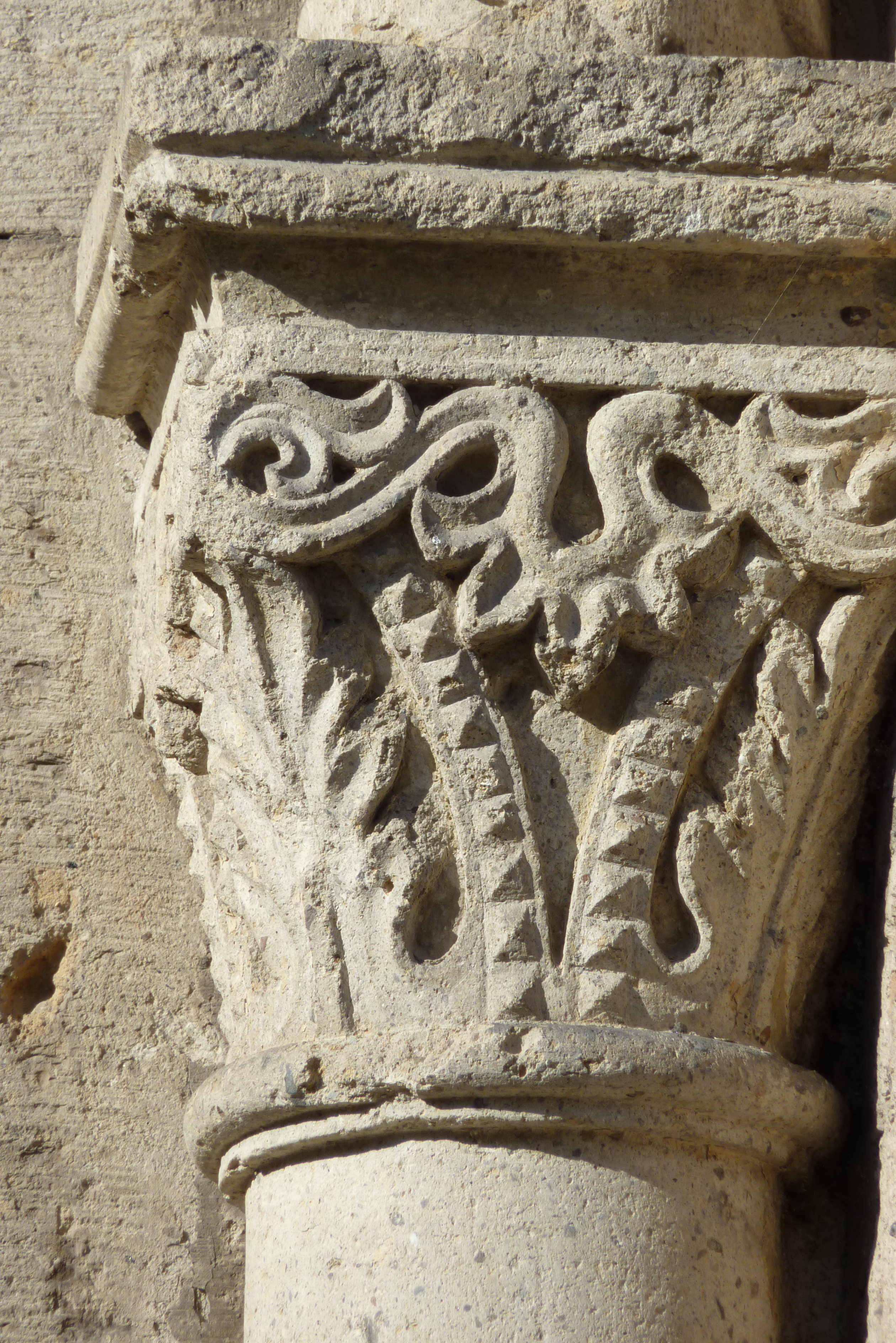
Kapiteel